# Matt Dallas
Matthew Joseph Dallas (Phoenix, Arizona, Estats Units, 21 d'octubre de 1982) és un actor estatunidenc.

## Biografia
Va començar a interessar-se pel cinema a l'edat de 12 anys, quan la seva àvia el va portar a veure l'obra " l'aneguet lleig", i ha desitjat de ser actor des de llavors. Quan es va mudar a Los Angeles (Califòrnia), a l'edat de 18 anys, va començar a ascendir en el món del cinema.
Ha participat en diferents pel·lícules, incloent-hi Babysitter Wanted, així com el personatge protagonista de la sèrie de televisió de l'ABC Family, Kyle XY. Matt també va aparèixer a Living the Dream, a Wannabe, a Camp Slaughter, i a Way of The Vampire. Ha sigut convidat a l'exitós programa de televisió Entourage. El 2004, Dallas va col·laborar a un videoclip de Fan 3 a "Geek Love". El 2005, va col·laborar amb companyia de Mischa Barton a videoclip de James Blunt a "Goodbye My Lover" i el 2008 va col·laborar a un videoclip de Katy Perry a la cançó "Thinking of you". Matt va protagonitzar la sèrie Kyle XY, una sèrie de ABC Family que va durar tres temporades. La serie va finalitzar al 16 de març de 2009.
A més, Matt és part de l'elenc de la nova sèrie de l'ABC, Eastwick; On interpreta el paper de Chad, un noi sexy que té un romanç amb una dona més gran anomenada Roxie. Però l'ABC va anunciar que la cancel·larien per les seves baixes audiències.
Fa poc s'ha confirmat que protagonitzarà amb Hilary Duff una comèdia romàntica, anomenada "The Business of Falling in Love", que està basada en un llibre, "Diary of a Working Girl" de Daniella Brodsky. Actualment, es troba en procés de gravació i serà visionada el 2010 als Estats Units. La pel·lícula tracta sobre Lane (Duff) què és una reportera de moda que ha d'escriure un article sobre trobar l'amor en el lloc de treball. Para tant, ha de trobar un component digne, que trobarà irresistibles els seus encants durant dos mesos.
També s'ha confirmat que farà Henry Methvin, al remake de "The Story of Bonnie and Clyde".

## Vida privada
El 5 de juliol de 2015 Dallas va casar amb el músic Blue Hamilton, el seu company durant cinc anys. El 22 de desembre de 2015, Dallas i Hamilton van anunciar al seu canal de YouTube que havien adoptat el seu fill de dos anys, Crow.

## Filmografia

### Cinema
| Any  | Títol                         | Personatge    | Notes         |
| ---- | ----------------------------- | ------------- | ------------- |
| 2005 | Way of the Vampire            | Todd          |               |
| 2005 | Camp Daze (Camp Slaughter)    | Mario         |               |
| 2005 | Wannabe                       |               |               |
| 2006 | Living the Dream              | Michael       |               |
| 2006 | Shugar Shank                  | Evan          |               |
| 2007 | The Indian                    | Danny         |               |
| 2008 | Babysitter Wanted             | Rick          |               |
| 2009 | As Good as Dead               | Jake          |               |
| 2010 | The Beauty & The Briefcase    | Seth          |               |
| 2010 | The Story of Bonnie and Clyde | Henry Methvin | postproducció |

### Televisió
| Any       | Títol     | Personatge    | Notes                |
| --------- | --------- | ------------- | -------------------- |
| 2005      | Entourage | Model Masculí | 1 capítol            |
| 2006-2008 | Kyle XY   | Kyle Trager   | Personatge Principal |
| 2009      | Eastwick  | Chad          | Temporada 1          |

### Altres
| Anya | Títol            | Personatge | Notes                    |
| ---- | ---------------- | ---------- | ------------------------ |
| 2004 | Geek Love        | -          | Videoclip de Fan 3       |
| 2005 | Goodbye My Lover | -          | Videoclip de James Blunt |
| 2008 | Thinking of You  | -          | Videoclip de Katy Perry  |